# Hypolimnas
Hypolimnas (лат.) — род дневных бабочек из семейства нимфалид (Nymphalidae). Представители рода обитают в Азии, Африке и Океании.

## Описание
Крупные бабочки, обычно с пёстрой окраской. Центральная ячейка переднего крыла замкнутая. Глаза голые. Губные щупики покрыты волосками. Тело с белыми пятнами, как у Danainae. Центральная ячейка на задних крыльях может быть, как замкнутой, так и нет. На передних крыльях жилки R1, R2 не ветвятся и берут начало от центральной ячейки. R3, R4, R5 имеют общий ствол, который также начинается от центральной ячейки. К костальному краю переднего крыла выходят жилки R1 и R2, R3 выходит к вершине, а к внешнему краю крыла — R4, R5.

## Виды
Род включает следующие виды:
- Hypolimnas alimena (Linnaeus, 1758)
- Hypolimnas anomala (Wallace, 1869)
- Hypolimnas antevorta (Distant, 1880)
- Hypolimnas anthedon (Doubleday, 1845)
- Hypolimnas antilope (Cramer, [1777])
- Hypolimnas aubergeri Hecq, 1987
- Hypolimnas aurifascia Mengel, 1903
- Hypolimnas bartelotti Grose-Smith, 1890
- Hypolimnas bolina (Linnaeus, 1758)
- Hypolimnas chapmani (Hewitson, 1873)
- Hypolimnas deceptor (Trimen, 1873)
- Hypolimnas deois Hewitson, 1858
- Hypolimnas dexithea (Hewitson, 1863)
- Hypolimnas dinarcha (Hewitson, 1865)
- Hypolimnas diomea Hewitson, 1861
- Hypolimnas dimona Fruhstorfer, 1912
- Hypolimnas euploeoides Rothschild, 1915
- Hypolimnas fraterna Wallace, 1869
- Hypolimnas inopinata Waterhouse, 1920
- Hypolimnas macarthuri Neidhoefer, 1972
- Hypolimnas mechowi (Dewitz, 1884)
- Hypolimnas misippus (Linnaeus, 1764)
- Hypolimnas monteironis (Druce, 1874)
- Hypolimnas octocula Butler, 1869
- Hypolimnas pandarus (Linnaeus, 1758)
- Hypolimnas pithoeca Kirsch, 1877
- Hypolimnas salmacis (Druce, 1773)
- Hypolimnas saundersii (Hewitson, 1869)
- Hypolimnas usambara (Ward, 1872)